# Eion am Strymon

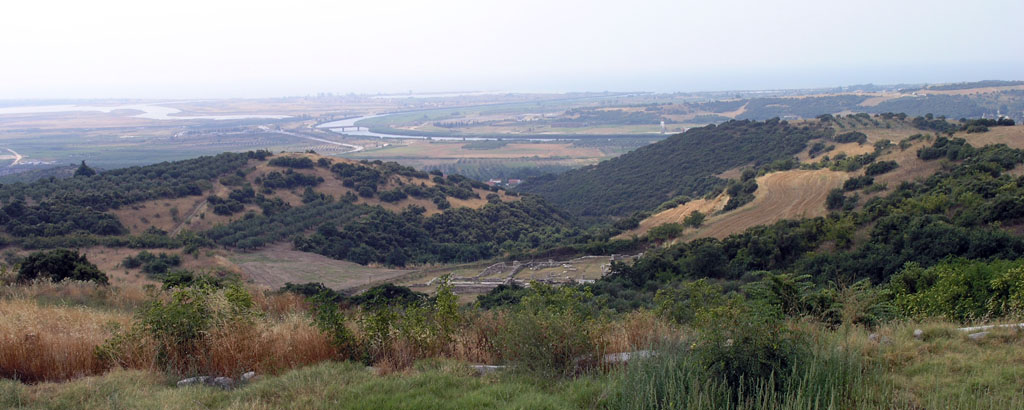
Blick von der Akropolis von Amphipolis. Im Hintergrund sieht man das Mündungsdelta des Strymon, links davon lag Eion (außerhalb des Bildes).

Eion am Strymon (nach Thukydides und Herodot Ἠιὼν ἡ ἐπὶ Στρυμόνι = Eion, die (Polis) am Strymon, Einwohner: Ἠϊονεύς Plural Ἠϊονείς = die Eioner) war eine antike Hafenstadt an der linken Mündungsseite des Strymon, in der Nähe von Amphipolis am Strymonischen Golf der nördlichen Ägäis, an der thrakischen Küste Makedoniens.

## Mythologie
Als Gründer der Stadt gilt der thrakerische König Eïoneus, der Vater des Rhesos. Er wird auch Strymon genannt und soll auch der Vater von Brangas und Olynthos sein.

## Geschichte

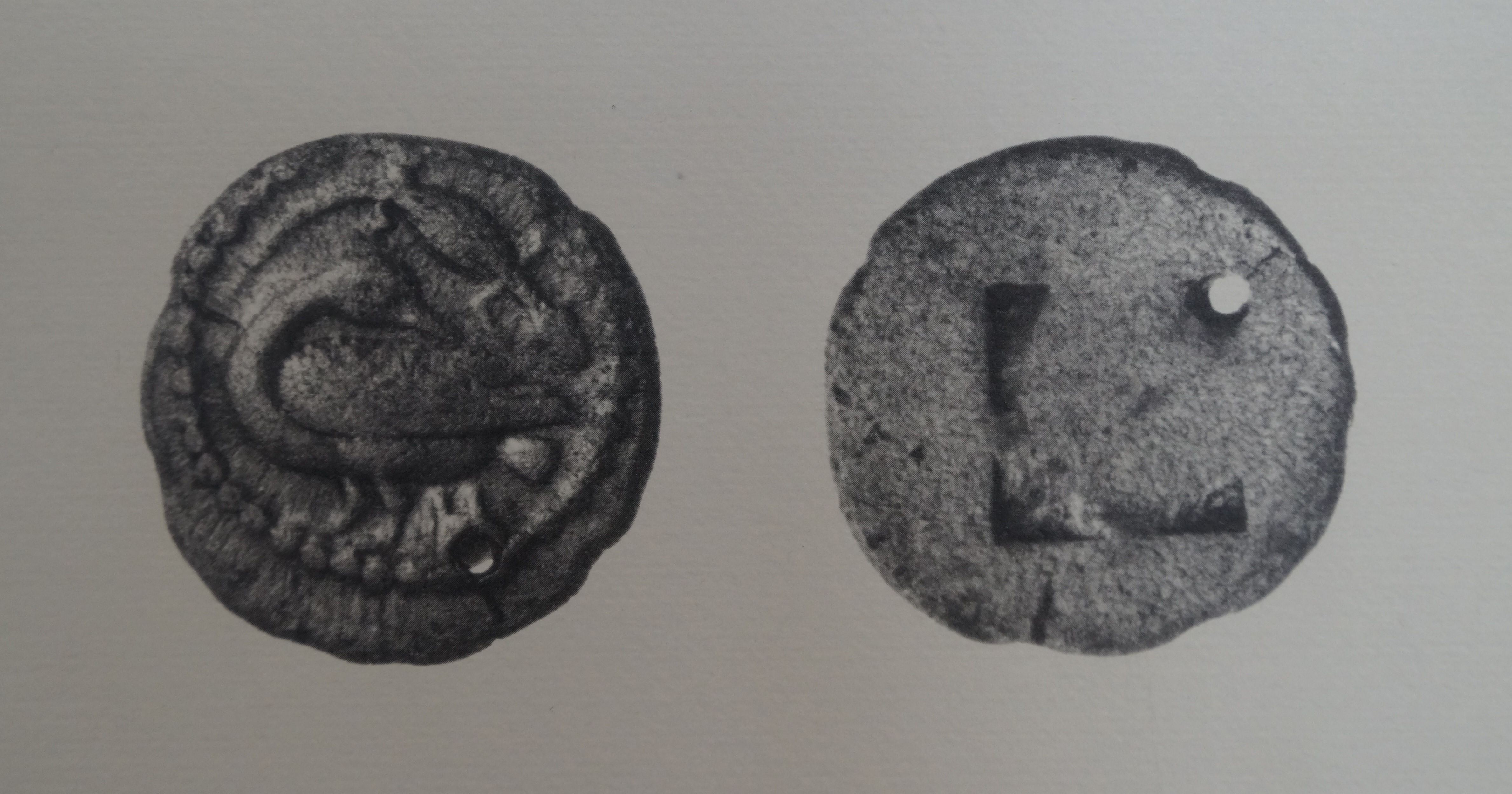
Silbermünze aus Eion

Bereits in der Spätbronzezeit und der frühen Eisenzeit war Eion schon besiedelt. 513 v. Chr. eroberte Dareios I. Thrakien und besetzte die Stadt. 497 v. Chr. während des Ionischen Aufstands versuchte Athen die Stadt zu erobern, was jedoch misslang. Fünf Jahre später wurde Eion befestigt und war ein bedeutender persischer Stützpunkt. In Vorbereitung für seinen Griechenland-Feldzug wurde unter Xerxes I. in der Stadt ein Proviantlager angelegt. Außerdem wurden 480 v. Chr. oberhalb der Stadt Brücken für den persischen Feldzug nach Makedonien gebaut. Nach seinem gescheiterten Feldzug kam Xerxes I. auf seinem Rückzug hier vorbei. Er soll entweder per Schiff oder über Land weitergereist sein. Schon ab ca. 480 v. Chr. ist die Prägung von Silbermünzen (Drachmen, Trihemiobole und Obole) überliefert, die auf der Vorderseite eine oder mehrere Gänse und auf der Rückseite ein Incusum aufgeprägt haben.
476 v. Chr. kam der Athener Heerführer Kimon mit einer Flotte von Byzantion und belagerte Eion als letzten europäischen Stützpunkt der Perser. Er bot dem Meder Boges, der Gouverneur von Eion war, freies Geleit, wenn er die Stadt übergeben würde. Dieser lehnte aber ab. Kimon ließ den Strymon so umleiten, damit der Fluss die Ziegelmauern wegspülen sollte. Als schließlich die Lebensmittel aufgebraucht waren, ließ Boges seine Frau, Kebsweiber, Kinder und Diener töten und verbrennen. Dann warf er alles Gold und Silber in den Fluss und tötete sich selbst indem er ins Feuer sprang. Kimon nahm Eion in Besitz und führte die Einwohner in die Sklaverei.
Eion diente den Athenern als Ausgangspunkt zur Besiedelung Thrakiens. Leagros und Sophanes landeten 465/4 v. Chr. mit 10.000 Siedlern in dem Hafen und führten sie nach Norden. Bei Drabeskos oder Datos kam es zum Kampf mit den Edonern und alle Siedler starben. 437 v. Chr. landete Hagnon mit neuen Kolonisten hier. Er vertrieb die Edoner und gründete am Ort Ennea Hodoi Amphipolis. Hierdurch gewann Eion an Bedeutung, da es dessen Hafenstadt wurde. 
Die Stadt spielte eine wichtige Rolle im Peloponnesischen Krieg und wird von Thukydides, der selbst als Stratege in Eion kämpfte, mehrmals erwähnt. Der Athener Feldherr Aristeides nahm dort im Winter 425/4 v. Chr. den Perser Artaphernes gefangen, der mit einer Gesandtschaft für Xerxes II. auf dem Weg nach Sparta war. Als 424 v. Chr. Brasidas Amphipolis belagerte schickte man einen Boten los um Thukydides her zu ordern. Thukydides, der sich auf Thasos befand, begab sich gleich mit 7 Trieren nach Eion. Als er ankam, war Amphipolis schon gefallen und der Sonnenuntergang hatte verhindert, dass er auch Eion erobert hätte. Am nächsten Tag bereitete sich Thukydides auf den Angriff der Spartaner vor. Sie griffen gleichzeitig vom Wasser mit Flößen und im Norden vom Land aus an. Die Angriffe konnten jedoch erfolgreich abgewehrt werden. Trotzdem wurde Thukydides für den Verlust von Amphipolis verantwortlich gemacht und über ein Scherbengericht für 20 Jahre aus Athen verbannt.
422 v. Chr. nutzte Kleon Eion als Stützpunkt um Stageira zu erobern, was jedoch misslang. Danach zog er gegen Galepsos, welches er einnehmen konnten. Bei dem Versuch Amphipolis zu erobern fiel er und die verbliebenen Soldaten flüchteten nach Eion. Vermutlich wurde 356 v. Chr. die Stadt zusammen mit Amphipolis von Philipp II. erobert. Eion wurde im 4. Jahrhundert von den Athenern zerstört und verödete. Etwa 1,5 km südwestlich der Akropolis wurde im 8. oder 9. Jahrhundert die byzantinische Stadt Chrysoupolis gegründet.

## Erforschung

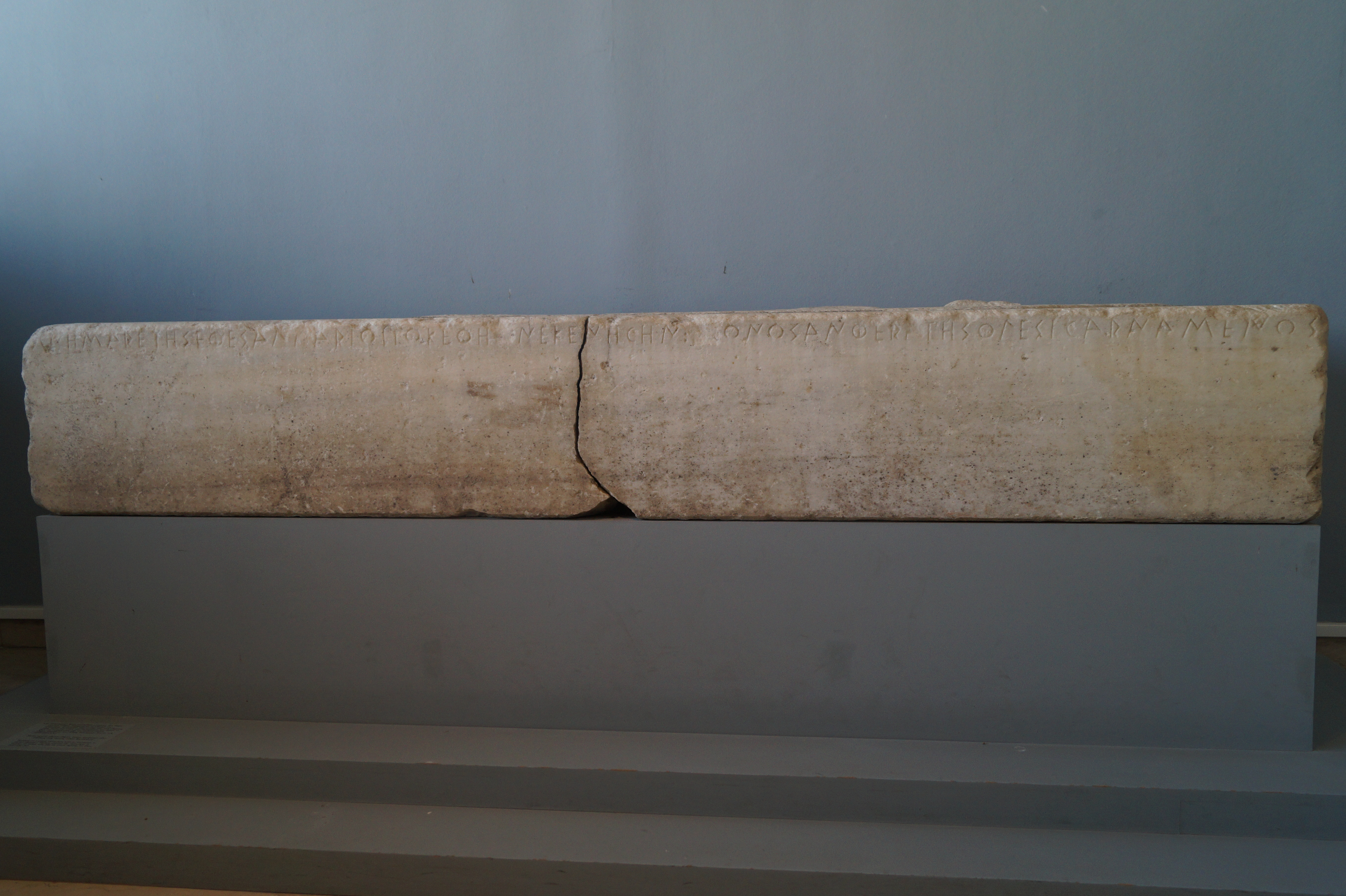
Sockel der Reiterstatue des Tokes

Bei Ausgrabungen auf dem Profitis Ilias-Hügel, auf dem sich die Akropolis von Eion befand, entdeckte man wenige Funde aus der Spätbronzezeit und der frühen Eisenzeit. Hier fand man auch Münzen aus dem 7. bis 5. Jahrhundert v. Chr. Nordwestlich unterhalb des Hügels lag die Unterstadt. Südlich fand man einen Friedhof aus dem 6. Jahrhundert v. Chr. Nördlich der Stadt verlief in der Antike der Strymon und südlich nicht weit von der Stadt befand sich die Küste. Diese hat sich durch Sandablagerung weiter ins Meer geschoben. Auch die Mündung des Flusses war weiter östlich näher an der Stadt. In einem hellenistischen Tor im Nordsektor von Amphipolis fand man eine Basis für eine Reiterstatue aus der Zeit zwischen 520 dis 490 v. Chr. Sie trägt eine Inschrift in parischem Alphabet und besagt, dass die Parier die Statue zu Ehren des jugendlichen Tokes errichteten, der bei der Verteidigung Eions fiel. Hieraus schließt man, dass Eion vor der Eroberung durch Dareios I. unter parischem Einfluss stand.